# ワンダースタジアム
『ワンダースタジアム』（Wonder Stadium）はナムコが開発し、バンダイが1999年3月11日に発売したワンダースワン用ソフト。日本国内でのみ発売。
本項では、同年9月30日に発売されたデータ変更版の『ワンダースタジアム'99』についても解説する。

## 概要
ナムコが開発したワンダースワン用ソフトは大半がバンダイを通しての発売となっていたが、本作もその中の1作である。ファミスタシリーズの携帯ゲーム機向けタイトルとしては、1995年発売のゲームギア用ソフト『ギアスタジアム平成版』以来3年半ぶりのリリースとなる（但し、1996年11月29日発売のゲームボーイ『ナムコギャラリーVOL.2』にオムニバスの1タイトルとして『ファミスタ4』が収録されている）。
プレイステーション版の『ワールドスタジアムEX』をベースにしているため、同じモノクロ表示のゲームボーイ版ファミスタに比べてキャラクター造形が大きく異なっておりスリム指向の体型で目がはっきり描きこまれている。また、他のシリーズ作品では別枠に表示されることの多い一塁・三塁ベース上の走者も投打と同一画面上に表示されるようになっている他、ギアスタジアムで採用されたイニング短縮が1・3・5・7・9の5種類に拡充されている。スターティングメンバーの打順組み換えは可能であるが控え選手との入れ替えは出来ない。DH制は非採用。
なお、9月30日発売の『ワンダースタジアム'99』は1999年のシーズン途中の選手データを反映した以外に大きな相違点は無い。

## ゲームモード
- とことんやきゅう

オープン戦（1試合完結）、ペナント（リーグ戦形式）、オールスター（4チームから選択）の3種類のモード。
- とことんいくせい

攻撃力・守備力・機動力の3タイプから1種を選んでオリジナルチームを作成し、ペナントを争うモード。途中、エキシビジョンマッチが開催され4種類の隠しチームが登場する。
- ホームランレース

本塁打競争。10球単位で規定の本数をクリアして行く。
- スコアブック

プレイヤー個人の成績を確認できる。

## 球場
隠し球場を含めた、以下の4種類の球場が選択可能。
- シェルドーム

開閉式ドーム球場。人工芝。両翼146m・センター135mと広大なフィールドを誇る。
- アイランドスタジアム

外野スタンドに海を望む野球場。人工芝。フィールドは両翼100m・センター120mと平均的なサイズ。
- つきみ球場

宇宙空間に浮かぶ野球場。天然芝。フィールドは両翼92m・センター112mと狭く、本塁打が出やすい。
- ワンダーエッグ球場

ペナント中のエキシビジョンマッチで勝利すると使用可能となる、ナムコ・ワンダーエッグをモチーフとした球場。この球場のみチェンジ時にはドルアーガの塔のエンディング曲が一部だけ流れる。

## チーム
初期段階では、日本野球機構（NPB）加盟の12球団+αの合計14球団が使用可能。カッコ内はペナントモードでの本拠地球場。
セントラル・リーグ
- 横浜ベイスターズ（アイランドスタジアム）
- 中日ドラゴンズ（シェルドーム）
- 読売ジャイアンツ（シェルドーム）
- ヤクルトスワローズ（アイランドスタジアム）
- 広島東洋カープ（つきみ球場）
- 阪神タイガース（つきみ球場）

パシフィック・リーグ
- 西武ライオンズ（つきみ球場）
- オリックス・ブルーウェーブ（アイランドスタジアム）
- 福岡ダイエーホークス（シェルドーム）
- 日本ハムファイターズ（シェルドーム）
- 近鉄バファローズ（つきみ球場）
- 千葉ロッテマリーンズ（アイランドスタジアム）

その他
- ナムコスターズ
- オリジナルズ - 「とことんいくせい」モードのプレイヤーオリジナル球団。

### 隠しチーム
「とことんいくせい」モードを進めて行くとエキシビジョンマッチで以下の4チームが隠しチームとして登場する。これらのチームは、エキシビジョンマッチに勝利すると他のモードでプレイヤーが使用可能なチームに追加される。
- 池袋ヤンチャーズ

架空の少年野球チーム。
- ダイナミック関東

ギャル言葉の名前が付いた選手で構成されるチーム。『スーパーファミスタ2』やゲームボーイ版『ファミスタ3』に登場したダイナミック関西のパロディ（?）。
- アポロンズ

シューティングゲーム『フェリオス』の登場キャラクターで構成されるチーム。
- キングオブキングス

ウォー・シミュレーションゲーム『キングオブキングス』の登場キャラクターで構成されるチーム。このチームは攻撃時にキングオブキングスの音楽が流れる。

### オールスターチーム
以下の4種類の編成から選択可能。いずれも「とことんやきゅう」モードのオールスター戦限定。
- オールセントラル
- オールパシフィック
- オールイースタン（巨人・ヤクルト・横浜・西武・日本ハム・ロッテ）
- オールウエスタン（中日・阪神・広島・近鉄・オリックス・ダイエー）

## 雑記
ナムコスターズの攻撃時はは通常のBGMと異なりスカイキッドのテーマ曲が流れる。この演出は『スーパーファミスタ2』とゲームボーイ版『ファミスタ3』『ファミスタ4』でも用いられている。